# Экономика языка: язык в Транснациональных корпорациях
Экономика языка — это раздел науки, изучающий языковую связь с экономической сферой. Язык и его формы, а также их влияние на функционирование транснациональных корпораций, являются предметом исследования данной статьи.

## Введение в проблематику: экономика языка и ТНК
В настоящее время насчитывается более 80 000 транснациональных корпораций (ТНК), имеющих филиалы и дочерние компании по всему миру. По своему строению и масштабам многие ТНК сравнимы с целыми городами, так как имеют ряд схожих признаков, а именно высокую степень автономии, иерархическую структуру управления, большую численность, а также многоязычие. Именно языки и их влияние на функционирование ТНК стоят в центре данного исследования.
В ТНК большое количество людей являются или вынуждены быть билингвами, а иногда и мультилингвами, в силу того, что им приходится поддерживать коммуникацию на других языках с представителями дочерних компаний и филиалов за рубежом. Билингвизм является распространенным явлением в бизнес-среде и нередко проявляется как «переключение кода», или спонтанное переключение говорящего с одного языка на другой язык, диалект или социолект в процессе диалога. В контексте функционирования ТНК феномен переключения кодов может играть важную роль и оказывать как позитивное, так и негативное влияние на работу корпораций.

## История
Первые транснациональные компании начали появляться в конце XIX века. Это были корпорации в колониальных странах, которые добывали и перерабатывали сырье. В период с 1918 по 1939 гг. появились компании, которые занимались производством военной техники, что приносило большую прибыль владельцам. После Второй мировой войны стали ускоряться процессы интернационализации и глобализации. Постепенно начал развиваться международный бизнес, поскольку компании с такой бизнес-моделью оказались эффективными и финансово надежными. В середине XX в. международные европейские компании стали закрепляться на мировом рынке, а в 80-е годы на международный уровень вышли азиатские корпорации. Масштабы деятельности ТНК постепенно расширялись, поэтому появилась необходимость во внедрении корпоративной, в том числе языковой, политики. Это послужило отправной точкой для начала исследований о функционировании языков в разных ТНК и особенностях их корпоративной политики в этом аспекте.

## Языки в ТНК: основные понятия
Когда речь идет о транснациональных корпорациях и языке в сфере бизнеса, рассматриваются корпоративные диалекты, специальные языки и социолекты, исследованиями которых занимается прагматика.

### Корпоративный язык
Маршан-Пиеккари был выдвинут термин «языковая стандартизация» –стремление высшего руководства установить для ТНК общий корпоративный язык (CCL – Common Corporate Language). Однако взаимодействие не всегда происходит на нем. Выбор корпоративного языка обусловлен потребностями в коммуникации между подразделениями, но не всегда учитывает мнение и уровень владения языком сотрудников.

### Специальный язык
Специальный язык – подъязык, включающий большое количество специализированных терминов из определённой предметной области, часто недоступных к пониманию рядовыми участниками коммуникации. В 1980 году исследователи Сагер, Дангворт и Макдональд описали специальный язык как полуавтономную семиотическую систему, основанную на национальном языке, но ограничивающуюся общением между специалистами в одинаковых или тесно связанных между собой областях. Специальные языки образуют взаимоисключающие, иногда частично совпадающие, наборы подъязыков, основанные на разделении знаний речевого сообщества. В ТНК к специальным языкам можно отнести язык логистики, язык технической и научной деятельности и др.

### Социолект
Согласно Труджиллу, социолект – разновидность языка, связанная с социальным положением говорящего без учета его географического происхождения (в отличие от диалекта). В организационных контекстах социолекту можно дать характеристику с помощью таких факторов, как социально-экономический статус, этническая принадлежность, возраст, пол и позиция в ТНК. Для того, чтобы проследить языковую ситуацию в ТНК, необходимо учитывать существование специальных языков, а также видеть разницу между ними и национальными языками.
Стоит отметить, что в ТНК трудно определить границу между социолектом и специальным языком из-за значительных пересечений между ними, однако среди различий выделяют следующие параметры:
- социолекты, в отличие от специальных языков, практически не переводятся между национальными языками;
-социолекты могут функционировать только осмысленным образом и больше привязаны  к контексту.

## Лингвистический ландшафт
В настоящее время набирает популярность социолингвистический термин «лингвистический ландшафт» или «лингваскейп», его применяют для обозначения и объяснения различных языковых предпочтений в конкретных организационных контекстах в двойных измерениях пространства и времени. В широком смысле лингваскейп — специфический баланс языков в публичном урбанизированном пространстве коммуникации.
Лингвистический ландшафт (или языковой ландшафт) чаще всего описывают как представленность разных языков в общественных пространствах многоязычных городов или регионов мира, понимаемую как соотношение языков, на которых оформляются вывески, надписи на общественных зданиях, уличная реклама, дорожные знаки и указатели, таблички и прочее. Иными словами, данный термин означает применение разных языков в общественных пространствах многоязычных регионов, в том числе в различных ТНК. Впервые термин «лингвистический ландшафт» был введен канадскими исследователями Р. Лэндри и Р. Борхисом в статье «Лингвистический ландшафт и этнолингвистическая жизнеспособность: эмпирическое исследование».
Лингвистические ландшафты спорадически изучались с конца 1970-х в социолингвистике, однако предметом массового исследовательского интереса в языковом планировании, социологии, социальной психологии, исследованиях массмедиа стали только в начале XXI века. Социолингвистическая дисциплина, специализирующаяся на изучении языкового оформления городской среды, получила название «анализ лингвистического (языкового) ландшафта».

## Индекс транснационализации
Взаимодействие с различными языками в ТНК тесно связано с тем, какую роль играют зарубежные операции в разных сферах деятельности компании. Для демонстрации степени вовлеченности ТНК в производство товаров и оказание услуг за рубежом, а также в коммуникацию с иностранными партнерами, в анализе используется понятие индекс транснационализации.
Для расчета индекса транснационализации ( It ) необходимы следующие величины:
Аi — зарубежные активы;
А — общие активы;
Ri — объем продаж товаров и услуг зарубежными филиалами;
R — общий объем продаж товаров и услуг;
Si — зарубежный штат;
S — общий штат работников компании.
Формула расчета индекса транснационализации, включающая перечисленные величины, имеет следующий вид:
{\displaystyle It={{Ai \over A}+{Ri \over R}+{Si \over S} \over 3}}
В качестве примера использования данной модели вычислений можно привести результаты анализа данных по нескольким крупным компаниям:
| Компания                 | Зарубежные активы (% от общих активов) | Зарубежные продажи (% от общего объема) | Зарубежный штат (% от общего штата сотрудников ТНК) | Индекс транснационализации (%) |
| ------------------------ | -------------------------------------- | --------------------------------------- | --------------------------------------------------- | ------------------------------ |
| Nestle S.A.              | 90,0                                   | 98,3                                    | 97,2                                                | 95,2                           |
| Toyota Motor Corporation | 36,3                                   | 50,1                                    | 6,3                                                 | 30,9                           |
| Ford Motor Company       | 25,0                                   | 30,8                                    | 52,5                                                | 36,1                           |
| IBM                      | 51,1                                   | 57,5                                    | 52,6                                                | 53,7                           |
| Siemens AG               | 40,0                                   | 73,7                                    | 56,7                                                | 56,8                           |

## Языковые проблемы в ТНК
Транснациональные корпорации сталкиваются с корпоративными и индивидуальными проблемами языковой политики.
При ведении бизнеса и международных переговоров используется в основном английский язык. Если у ТНК есть штаб-квартиры в странах, где английский не является национальным языком, то английский для большинства сотрудников будет вторым языком. Сотрудники чаще всего обязаны знать английский, если он становится корпоративным языком, так как на нём осуществляется коммуникация, направленная на интернационализацию компании. Одной из проблем при внедрении руководством английского языка в качестве корпоративного в ТНК является то, что не все сотрудники филиалов  владеют английским на уровне, достаточном для работы. Несмотря на наличие корпоративного языка, в корпорациях используется множество местных и региональных языков. Отмечается следующая тенденция: если в ТНК регламентирован корпоративный язык, высшее руководство, а также сотрудники отделов менеджмента и маркетинга более свободно владеют английским, в то время как на уровнях сервисных служб и отделов обслуживания работа ведётся на региональных языках из-за низкой квалификации работников.
В 2006 году исследователи рассмотрели корпоративный язык в контексте немецкой транснациональной корпорации «Siemens». Главный вопрос, который возник в ходе исследования – какой из двух языков, немецкий или английский, носит статус корпоративного в компании. Были выявлены расхождения между политикой компании и практикой сотрудников в отношении использования языка. В некоторых филиалах компании и на определённых уровнях управления, где английский был признан корпоративным языком, также использовался и немецкий.
Руководство датско-норвежско-шведской авиакомпании «SAS» приняло рациональное решение – не назначать официально корпоративным языком какой-либо из трех национальных языков (датский, шведский, норвежский). Вместо этого использовалась неформальная смесь трех тесно связанных языков.
В 2011 году проводились исследования в отношении использования языка в финских дочерних компаниях иностранных транснациональных корпораций. Было выявлено, что в ТНК, где английский был официально регламентирован в качестве корпоративного языка и преобладал в общении с центральными офисами и европейскими дочерними компаниями, общение с местными партнерами в основном происходило на основном местном языке (финском).
Стоит добавить, что проблемы с языковой политикой в транснациональных корпорациях в первую очередь возникают в дочерних компаниях фирмы, где на практике решаются вопросы перевода.
Регламентирование корпоративного языка в ТНК образует одну из возможных опорных точек вокруг лингвистического ландшафта корпораций.

## Фасилитаторы
Для того, чтобы решить проблемы, облегчить языковую ситуацию и наладить коммуникацию в корпорациях существуют фасилитаторы (дословно «помощники»). Это группа специалистов по решению коммуникативных конфликтов и устранению недопонимания в ТНК, специально подготовленных в центральных штабах.
Роль посредников между сотрудниками из разных культур является предметом активных исследований. Люди с разным происхождением по-разному воспринимают и интерпретируют социальный мир. Следовательно, передача точного смысла между двумя языками невозможна без понимания культурного контекста и достаточной лингвистической компетенции, поскольку язык является основным ключом к пониманию культуры. Поверхностное использование корпоративного языка может привести к значительным недопониманиям и сбоям в общении. Успешное выполнение роли посредника включает не только способность переводить с одного языка на другой, но также и способность интерпретировать системы значений, идиомы и дискурсы.
Фасилитаторы посещают филиалы ТНК и их дочерние компании, выступая в качестве консультантов. Их основными задачами являются оценка языковой ситуации, помощь по внедрению новых языков, а также облегчение адаптации под новые правила. В связи со спецификой профессии, каждый фасилитатор должен быть компетентен в сфере межкультурной коммуникации для обеспечения и установления доверительных отношений. Фасилитаторы не только помогают сотрудникам дочерних компаний легче адаптироваться, но и с другой стороны, они открывают глаза высшему руководству ТНК, на реальную ситуацию в филиалах, а также помогают высшему руководству понять особенности работы в их компаниях зарубежом.
Истинный вклад фасилитаторов в функционирование ТНК заключается в их креативности и методах, которые они применяют. Они проводят специальные мероприятия и тренинги для сотрудников дочерних компаний, где делятся своими знаниями, а также целями и идеями руководителей. Эти знания о разных аспектах бизнеса в ТНК помогают сотрудникам лучше понять политику корпорации, её основы и фундаментальные принципы. Ярким примером работы фасилитаторов стало успешное их внедрение в филиалы датской фармацевтической транснациональной корпорации «Novo Nordisk».
Фасилитаторы также владеют различными специальными языками своей профессиональной сферы. Таким образом, если необходимо решить проблему в техническом отделе, то заранее будет выбран фасилитатор, обладающий прямой или смежной компетенцией.
Языковые компетенции позволяют фасилитаторам создавать и развивать особый вид корпоративного социолекта, социолект фасилитации, с целью сближения и сплочения сотрудников в их регионах. Социолект фасилитаторов действует как кросс-культурный инструмент для улучшения коммуникации, однако он не может функционировать в транснациональных контекстах без их взаимодействия с различными специальными языками и корпоративным языком ТНК.